# Маклафлин, Брайанн
Брайанн Маклафлин (англ. Brianne McLaughlin; род. 20 июня 1987, Шеффилд, Огайо) — американская хоккеистка, вратарь. Игрок сборной США. Дважды серебряный призёр Олимпийских игр 2010 и 2014 годов. Чемпионка мира 2011 и 2013 годов.
Впервые встала на коньки в двухлетнем возрасте, начала заниматься хоккеем с четырёх лет. Выбрала амплуа вратаря после домашних тренировок своего старшего брата, который играл форварда, сначала собирала шайбы, потом встала в ворота. Во время обучения в университете играла в хоккей, стала первой студенткой Университета Роберта Моррииса (Питсбург), приглашённой в состав национальной сборной США.